# The Loco-Motion
»The Loco-Motion« je pop pesem, prvič izdana leta 1962, ki sta jo napisala ameriška tekstopisca Gerry Goffin in Carole King. Pesem je trikrat zasedla eno izmed prvih petih mest na ameriški glasbeni lestvici, vsakič v drugem desetletju; prvič se je leta 1962 različica pesmi Little Eve uvrstila na prvo mesto lestvice; drugič je leta 1974 prvo mesto lestvice zasedla različica glasbene skupine Grand Funk Railroad; in tretjič je leta 1988 tretje mesto lestvice zasedla različica pesmi Kylie Minogue.
Pesem velja za tipičen primer plesne pesmi: tudi večji del besedila opisuje ples in po navadi se nanjo pleše v vrsti. Pesem je postala popularna še preden je bila popularna ta vrsta plesa.
Pesem »The Loco-Motion« je zasedla tristo devetinpetdeseto mesto na seznamu »500 največjih pesmi vseh časov« revije Rolling Stone.
Pesem »The Loco-Motion« je druga pesem, ki je dvakrat zasedla prvo mesto na ameriški lestvici, in sicer v izvedbi dveh različnih glasbenikov. Prehitela jo je le pesem »Go Away Little Girl«, ki sta jo prav tako napisala Carole King in Gerry Goffin. To je doseglo le devet pesmi.

## Pomembnejše izdaje

### Izvirna različica Little Eve
Izvirno različico pesmi je zapela Eva Boyd, bolje poznana pod svojim psevdonimom Little Eva. Eva Boyd je bila pravzaprav varuška Carole King in kasneje sta jo Carole King in njen mož Gerry Goffin seznanila s člani glasbene skupine The Cookies, za katero sta pisala razne pesmi. Pesem »The Loco-Motion« je prvič izšla preko založbe Dimension Records, katere večino pesmi sta napisala Carole King in Gerry Goffin, in leta 2001 je ta pesem zasedla prvo mesto na kitajski glasbeni lestvici.
Pesem je kmalu zatem izdala tudi britanska glasbena skupina The Vernons Girls, ki se je na britansko glasbeno lestvico uvrstila v istem tednu kot različica Little Eve. Različica pesmi glasbene skupine The Vernons Girls je na britanski lestvici zasedla sedeminštirideseto mesto, različica Little Eve pa drugo. Na lestvico se je ta različica ponovno uvrstila skoraj desetletje pozneje, ko je zasedla enajsto mesto.
Po podatkih revije Billboard je bila pesem »The Loco-Motion« šesta najuspešnejša pesem v Združenih državah Amerike leta 1962 in tudi tretja najuspešnejša pesem v Južni Afriki leta 1962.
Različica Little Eve je bila leta 1962 vključena v film Davida Lyncha, Inland Empire.

#### Mit
Razširjena je zgodba o tem, da se je koncepta pesmi »The Loco-Motion« Carole King domislila, ko je na domu Eve Boyd zaigrala nekaj akordov in pričela plesati. Nato je Evo Boyd predstavila svojemu možu Gerryju Goffinu in skupaj sta spoznala, da zelo dobro poje, zato so posneli pesem »The Loco-Motion«. Carole King je o tem govorila malo po smrti Little Eve v intervjuju z javnim narodnim radiem.
Ker je pesem izšla še preden so izumili ples z istim imenom, v času, ko so pesem napisali, še ni bilo plesa. Ko je pesem postala velika uspešnica, si je Eva Boyd zamislila ples, ki bi se ujemal s singlom; to je Carole King povedala v intervjuju za njen koncertni video »One to One«.
Little Eva je med nastopi s pesmijo v živo pogosto izvajala tudi ta ples.
Nekateri viri poročajo tudi, da je Little Eva za pesem »The Loco-Motion« dobila le 50 $, čeprav je bilo 50 $ v resnici njena tedenska plača med leti, ko je snemala pesmi, saj v resnici ni bila lastnica avtorskih pravic nobene od pesmi, ki jih je zapela (v času, ko je še delala kot varuška Carole King in Gerryja Goffina, je tedensko dobivala 15 $). Leta 1971 se je preselila v Južno Karolino, kjer je opravljala dela z nizkimi plačami in živela v glavnem od socialne pomoči, potem pa so jo leta 1987 ponovno odkrili. Umrla je leta 2003 zaradi raka.

#### Dosežki
| Lestvica (1962)                                     | Dosežek |
| --------------------------------------------------- | ------- |
| Združene države Amerike (Billboard Hot 100)         | 1       |
| Kanada (Canadian Hot 100)                           | 1       |
| Norveška (VG-lista)                                 | 1       |
| Združeno kraljestvo (UK Singles Chart)              | 2       |
| Združene države Amerike (Billboard Hot 100 Airplay) | 1       |

### Različica glasbene skupine
Ameriška hard rock glasbena skupina Grand Funk Railroad je lastno različico pesmi, ki jo je produciral Todd Rundgren, izdala leta 1974. Pesem je izšla preko njihovega glasbenega albuma Shinin' On ter tudi kot samostojni singl in se nazadnje uvrstila na prvo mesto ameriške glasbene lestvice. Pesem je želel zaigrati kitarist glasbene skupine, Mark Farner, takoj zatem ko jo je slišal na radiu. Različica pesmi glasbene skupine The Grand Funk je imela večji poudarek na kitarah in bobnih ter je vključevala nekoliko drugačne harmonije.
V 2000. letih so pesem vključili v mnoge oglase za japonsko tehnologijo podjetja SoftBank, novo različico pesmi, ki je temeljila predvsem na različici pesmi Grand Funk Railroad, pa je izdala tudi pop glasbena skupina SMAP. Kot videospot pesmi so izdali nekaj posnetkov z njihove komične oddaje SMAP×SMAP. Pesem je tudi del albuma Rock Band 3.

#### Dosežki
| Lestvica (1974)                             | Dosežek |
| ------------------------------------------- | ------- |
| Združene države Amerike (Billboard Hot 100) | 1       |
| Avstralija (ARIA)                           | 5       |
| Avstrija (Ö3 Austria Top 40)                | 7       |
| Kanada (Canadian Hot 100)                   | 1       |
| Nemčija (Media Control Charts)              | 11      |

### Različica Davea Stewarta in Barbara Gaskin
Maja leta 1982 sta Barbara Gaskin in Dave Stewart izdala lastno različico pesmi. Leta 1981 je duet zaslovel s pesmijo »It's My Party«, ki je zasedla prvo mesto na britanski lestvici in tudi ta pesem ni bila preveč uspešna, vendar duet od takrat ni več izdal nobene uspešnejše pesmi. Pesem je junija 1982 zasedla sedemdeseto mesto britanske glasbene lestvice.

### Različica Kylie Minogue
Popularna avstralska pevka Kylie Minogue je pesem »The Loco-Motion« izdala kot svoj debitantski singl.
S pesmijo je nastopila na avstralskem dobrodelnem koncertu za nogometni klub Fitzroy skupaj z igralsko zasedbo televizijske serije Sosedje in nato podpisala pogodbo z založbo Mushroom Records in pesem izdala kot singl. Pesem so v Avstraliji, Italiji in na Švedskem izdali 28. julija 1987 pod imenom »Locomotion«. Pesem je v Avstraliji požela velik uspeh, kjer je sedem tednov ostala na vrhu državne glasbene lestvice. Zaradi uspeha pesmi v njeni rojstni državi je Kylie Minogue podpisala še pogodbo z založbo PWL Records in odpotovala v London, kjer je pričela sodelovati s skupino tekstopiscev Stock Aitken & Waterman.
Leta 1988 je Kylie Minogue ponovno posnela pesem in različico pesmi, ki jo je producirala skupina Stock Aitken & Waterman, je ponovno izdala pod naslovom »The Loco-Motion«. Tudi ta singl je požel velik uspeh; zasedel je eno od prvih petih mest na britanski, ameriški in kanadski glasbeni lestvici. Ta različica pesmi se je pojavila tudi na soundtracku filma Arthur 2: On the Rocks (1988), v katerem sta zaigrala Dudley Moore in Liza Minnelli.

#### Zgodovina izidov
| Država     | Datum          |
| ---------- | -------------- |
| Avstralija | 28. julij 1987 |
| Po svetu   | 28. julij 1988 |

#### Videospot
Videospot za pesem »Locomotion« so posneli na letališču Essendon in v studijih podjetja ABC v Melbourneu, Avstralija. Videospot »The Loco-Motion« je vključeval fotomontaže fotografij z njenih nastopov po Avstraliji.
Ob koncu leta 1988 je bil videospot nominiran za nagrado Canadian Music Industry Award v kategoriji za »najboljši mednarodni videospot«.

#### Seznam verzij

##### »Locomotion«(1987)
● Avstralska kaseta s singlom
1. »Locomotion« — 3:17
2. »Locomotion« (remix Chugga-Motion) — 7:38
3. »Locomotion« (remix) — 3:15
4. »Glad to Be Alive« (remix) — 3:42

● Avstralska gramofonska plošča
1. »Locomotion« — 3:15
2. »Glad to Be Alive« (remix) — 3:42

● Avstralska gramofonska plošča s singlom
1. »Locomotion« (remix Chugga-Motion) — 7:38
2. »Locomotion« (remix) — 3:15
3. »Glad to Be Alive« (remix) — 3:42

● Švedska gramofonska plošča
1. »Locomotion« — 3:17
2. »Getting Closer« (remix) — 3:33

● Švedska gramofonska plošča z remixi
1. »Locomotion« (remix Chugga-Motion) — 7:38
2. »Getting Closer« (razširjeni remix) — 4:11
3. »Locomotion« — 3:17

● Italijanska gramofonska plošča s singlom
1. »Locomotion« — 3:17
2. »Getting Closer« (remix) — 3:35

##### »The Loco-Motion«(1988)
● Britanska gramofonska plošča s singlom
1. »The Loco-motion" (remix) — 3:17
2. »I'll Still Be Loving You« — 3:45

● Britanska gramofonska plošča
1. »The Loco-motion« (Kohakujev remix) — 5:59
2. »I'll Still Be Loving You« — 3:45

● Britanska gramofonska plošča z remixi
1. »The Loco-motion« (Sankiejev remix) — 6:35
2. »I'll Still Be Loving You« — 3:45

● Ameriška gramofonska plošča s singlom
1. »The Loco-motion« (različica z LP-ja) — 3:17
2. »I'll Still Be Loving You« — 3:45

● Ameriška gramofonska plošča
1. »The Loco-motion« (Kohakujev remix) — 5:59
2. »The Loco-motion« (Sankiejev remix) — 6:35
3. »The Loco-motion« (različica z LP-ja) — 3:17
4. »I'll Still Be Loving You« — 3:45

● Nemški CD s singlom
1. »The Loco-Motion« (Kohakujev remix) — 5:59
2. »I'll Still Be Loving You« — 3:45

##### iTunesova digitalna izdaja (2009)
● »Locomotion« (avstralska različica)
1. »Locomotion«
2. »Locomotion« (remix Chugga-Motion)
3. »Locomotion« (remix)
4. »Getting Closer«
5. »Getting Closer« (britanski remix) (prej neizdano)
6. »Getting Closer« (britanska inštrumentalna različica) (prej neizdano)
7. »Getting Closer« (razširjeni remix)
8. »Getting Closer« (razširjena inštrumentalna različica) (prej neizdano)
9. »Glad to Be Alive«

● »The Loco-Motion«
1. »The Loco-Motion« (remix)
2. »The Loco-Motion« (Kohakujev remix)
3. »The Loco-Motion« (inštrumentalno) (prej neizdano)
4. »The Loco-Motion« (spremljevalna pesem) (prej neizdano)
5. »I'll Still Be Loving You«
6. »I'll Still Be Loving You« (inštrumentalno) (prej neizdano)
7. »I'll Still Be Loving You« (spremljevalna pesem) (prej neizdano)

#### Dosežki na lestvicah
Različica pesmi »Locomotion« izdana leta 1987 je bila izredno uspešna v rojstni državi Kylie Minogue, Avstraliji, kjer je na glasbeni lestvici zasedla prvo mesto in tam ostala še sedem tednov. Pesem je postala najuspešnejši avstralski singl tistega desetletja. Velik uspej je pesem doživela tudi v Aziji in Evropi, kjer je zasedla prvo mesto na belgijski, finski, irski, izraelski, japonski in južnoafriški glasbeni lestvici.
Različica pesmi, izdana leta 1988, je na britanski lestvici debitirala na drugem mestu, s čimer je Kylie Minogue postala najvišje prvič uvrščena ženska izvajalka na lestvici. Pesem je na drugem mestu lestvice ostala še štiri tedne in nato padla na tretje mesto. Z 440.000 prodanimi izvodi je pesem postala enajsta najbolje prodajana pesem v Avstraliji leta. Pesem je tretji singl Kylie Minogue, ki je zasedel eno izmed prvih petih mest na britanski lestvici in ostaja eden od njenih najuspešnejših singlov v Veliki Britaniji.
Pozno leta 1988 je Kylie Minogue v sklopu promocije pesmi »The Loco-Motion« odpotovala v Združene države Amerike, kjer je nastopila v mnogih intervjujih na ameriški televiziji. Ta različica pesmi se je pojavila tudi na soundtracku uspešnega filma Arthur 2: On the Rocks (1988), v katerem sta zaigrala Dudley Moore in Liza Minnelli.
Pesem »The Loco-Motion« je debitirala na osemdesetem mestu Billboard Hot 100 in nazadnje dva tedna ostala na tretjem mestu lestvice. Pesem je drugi singl Kylie Minogue, ki se je uvrstil na ameriško glasbeno lestvico in prvi, ki je tam zasedel eno od prvih desetih mest. Do danes ostaja njen najuspešnejši singl v Združenih državah Amerike. Njen naslednji uspešnejši singl tamkaj je bila pesem »Can't Get You Out of My Head«, izdana leta 2002, ki je na ameriški glasbeni lestvici zasedla sedmo mesto.
Pesem je zasedla tudi prvo mesto kanadske glasbene lestvice.

#### Nastopi v živo
Kylie Minogue je s pesmijo nastopila na naslednjih turnejah:
- Disco in Dream/The Hitman Roadshow (Kohakujev remix)
- Enjoy Yourself Tour (remix)
- Rhythm of Love Tour
- Let's Get to It Tour
- Intimate and Live Tour (ne na vseh koncertih)
- KylieFever2002
- Showgirl: The Greatest Hits Tour
- Showgirl: The Homecoming Tour
- KylieX2008 (inštrumentalna različica; ne na vseh koncertih)
- North American Tour 2009
- Aphrodite World Tour (inštrumentalna različica; ne na vseh koncertih)

Pesem je leta 2001 izvedla tudi v oddaji An Audience with Kylie.

#### Dosežki
| Lestvica (1988)                                                        | Dosežek position |
| ---------------------------------------------------------------------- | ---------------- |
| Združene države Amerike (Billboard Hot 100)                            | 3                |
| Združene države Amerike (Billboard Hot Dance Club Play)                | 12               |
| Združene države Amerike (Billboard Hot Dance Music/Maxi-Singles Sales) | 4                |
| Avstralija (Kent Music Report)                                         | 1                |
| Lestvica (1988)                                                        | Dosežek          |
| Avstrija (Ö3 Austria Top 40)                                           | 3                |
| Belgija (Ultratop)                                                     | 1                |
| Kanada (Canadian Hot 100)                                              | 1                |
| Nizozemska (MegaCharts)                                                | 6                |
| Evropa (Eurochart Hot 100 Singles)                                     | 1                |
| Finska (Finland Singles Chart)                                         | 1                |
| Francija (SNEP)                                                        | 5                |
| Nemčija (Media Control Charts)                                         | 3                |
| Irska (IRMA)                                                           | 1                |
| Italija (FIMI)                                                         | 6                |
| Japonska (Oricon)                                                      | 1                |
| Nova Zelandija (RIANZ)                                                 | 8                |
| Norveška (VG-lista)                                                    | 3                |
| Peru (Peru Top 100)                                                    | 1                |
| Južna Afrika (South Africa Singles Chart)                              | 1                |
| Švedska (Sverigetopplistan)                                            | 10               |
| Švica (Media Control Charts)                                           | 2                |
| Združeno kraljestvo (UK Singles Chart)                                 | 2                |

| Leto | Država                                      | Dosežek |
| ---- | ------------------------------------------- | ------- |
| 1987 | Avstralija (ARIA)                           | 1       |
| 1988 | Nemčija (Media Control Charts)              | 29      |
| 1988 | Nizozemska (Mega Single Top 100)            | 60      |
| 1988 | Velika Britanija (UK Singles Chart)         | 11      |
| 1988 | Združene države Amerike (Billboard Hot 100) | 49      |

| Država     | Dosežek |
| ---------- | ------- |
| Avstralija | 1       |

### Različica Sylvie Vartan
Leta 1962 je francoska pevka Sylvie Vartan pod naslovom »Le Locomotion« izdala francosko različico pesmi; 13. oktobra 1962 je pesem zasedla prvo mesto francoske glasbene lestvice, kjer pa je ostala samo en teden.

### Različica Carole King
Lastno različico pesmi, ki jo je 2. julija 2005 izdala preko svojega albuma v živo, The Living Room Tour, je posnela tudi Carole King. Album je 30. julija 2005 zasedel sedemnajsto mesto na ameriški glasbeni lestvici.
Svojo različico pesmi je izdala tudi leta 1980 preko albuma Pearls: Songs of Goffin and King. Album je na ameriški glasbeni lestvici zasedel štiriinštirideseto mesto in preko njega je izšla njena zadnja velika uspešnica, pesem »One Fine Day«, ki je na ameriški lestvici zasedla dvanajsto mesto.

### Različica La Toye Jackson
S svojo verzijo pesmi je leta 1992 nastopila tudi La Toya Jackson, in sicer med svojo turnejo Moulin Rouge Show Formidable. To je bila edina pesem na turneji, ki jo je izvedla v angleščini; vse ostale pesmi je zapela v francoščini. V zgodnjih devetdesetih je La Toya Jackson pesem v živo izvedla še večkrat.

## Pomembnejši dosežki
| Predhodnik: »Breaking Up is Hard to Do« od Neila Sedake                     | Prvo mesto na ameriški glasbeni lestvici (Billboard Hot 100) (verzija Little Eve) 25. avgust 1962 (en teden)                                | Naslednik: »Sheila« od Tommyja Roea               |
| Predhodnik: »You'll Lose a Good Thing« od Barbare Lynn                      | Prvo mesto na ameriški glasbeni lestvici (Billboard Hot R&B Singles) (verzija Little Eve) 25. avgust 1962 – 9. september 1962 (trije tedni) | Naslednik: »Green Onions« od Booker T. & The MG's |
| Predhodnik: »TSOP (The Sound of Philadelphia)« od MFSB in The Three Degrees | Prvo mesto na ameriški glasbeni lestvici (Billboard Hot 100) (različica Grand Funk Railroad) 4. maj 1974 (dva tedna)                        | Naslednik: »The Streak« od Rayja Stevensa         |
| Predhodnik: »He's Gonna Step on You Again« by The Party Boys                | Prvo mesto na avstralski glasbeni lestvici (različica Kylie Minogue) 10. avgust 1987 – 21 September 1987 (7 weeks)                          | Naslednik: »La Bamba« od Los Lobos                |

## Ostale pomembnejše različice
V petdesetih letih od izida pesmi so lastno različico pesmi posneli še mnogi drugi glasbeniki. Nekateri izmed teh so:
- 1962 - Shelley Fabares za album The Things We Did Last Summer
- 1963 - The Chiffons
- 1962 - Les Pirates, v francoski različici, pod istim naslovom, kot različica Sylvie Vartan
- 1972 - Christopher Milk za album Some People Will Drink Anything; pesem je produciral Chris Thomas
- 1973 - Pugh Rogefeldt, v švedščini, izdana pod imenom »Ångmaskinen«
- 1977 - Computer, v disko izvedbi
- 1979 - Ritz, v disko izvedbi
- 1983 - Mike Love in Dean Torrence
- 1983 - Paula Ann Bland, ki je bila poznana po svoji vlogi v seriji Grange Hill
- 1983 - srbski/jugoslovanski band Električni Orgazam za svoj album Les Chansones Populaires
- 1986 - Emerson, Lake & Powell
- 1988 - Cosby.
- 1989 - v epizodi serije Polna hiša sta jo zapeli DJ Tanner in Kimmy Gibbler
- 1994 - Charly García za album La Hija de la Lagrima.
- 1994 - Kidsongs za posnetek in DVD Boppin' with Biggles.
- 1997 - Ringo Starr za svoj album v živo Ringo Starr and His Third All-Starr Band-Volume 1
- 1998 do 2001 - Alexia za videoigro Dance Maniax podjetja Konami
- 2000 - Atomic Kitten za B-stran singla »Whole Again«, soundtrack filma Lokomotivček Tomažek in čarobna železnica in svoj album Access All Areas: Remixed & B-Side
- 2006 - Gitogito Hustler
- 2007 - Girl Authority
- 2010 - Hunx and His Punx
- 2011 - Radagun

## Parodije
Glasbena skupina Orange Range je za svojo pesem »Locolotion« iz leta 2004 uporabila melodijo pesmi »The Loco-Motion«; pesem je zasedla prvo mesto na japonski glasbeni lestvici. Komercialno sicer precej uspešno pesem so nekateri označili za sporno, saj Gerry Goffin in Carole King nista bila navedena kot soustvarjalca; da bi se izognili tožbi, so njuni imeni nazadnje dodali, ko so pesem vključili na album musiQ glasbene skupine, izdan istega leta.